# Мията, Кадзуюки
Кадзуюки Мията (яп. 宮田 和幸; род. 29 января 1976, Ибараки) — японский борец вольного стиля и боец ММА, представитель полулёгкой весовой категории. В 2000—2001 годах находился в составе национальной сборной Японии по борьбе, участвовал в летних Олимпийских играх в Сиднее, чемпионате мира в Софии, чемпионате Азии в Гуйлине. С 2004 года выступает в смешанных единоборствах на профессиональном уровне, известен по участию в турнирах таких бойцовских организаций как Hero's, Dream, Deep, Rings, Rizin FF и др.

## Биография
Кадзуюки Мията родился 29 января 1976 года в префектуре Ибараки, Япония.

### Борьба
Занимался борьбой уже в раннем детстве, сразу же проявив талант в этом виде спорта. Выигрывал национальные и региональные первенства во время учёбы в средней школе. Продолжал тренироваться и в старшей школе, где познакомился с такими известными в будущем борцами как Хаято Сакураи и Митихиро Омигава. Будучи студентом Университета Ниппон, в 1999 году выиграл межвузовский чемпионат в категории до 63 кг.
Дебютировал как борец-вольник на взрослом международном уровне в сезоне 2000 года, когда вошёл в состав японской национальной сборной и побывал на чемпионате Азии в Гуйлине, где в зачёте лёгкого веса занял итоговое четвёртое место. На Олимпийских квалификационных турнирах в Минске и Токио стал десятым и вторым соответственно — тем самым удостоился права защищать честь страны на летних Олимпийских играх в Сиднее. На Играх в категории до 63 кг выиграл у грузина Отара Тушишвили, но проиграл кубинцу Карлосу Ортису — таким образом расположился в итоговом протоколе соревнований на 13 строке.
После сиднейской Олимпиады Мията ещё в течение некоторого времени оставался в составе борцовской команды Японии и продолжал принимать участие в крупнейших международных турнирах. Так, в 2001 году он выступил на чемпионате мира в Софии, где занял 17 место в категории до 69 кг.

### Смешанные единоборства
В ноябре 2004 года Мията впервые выступил в ММА на профессиональном уровне — на турнире Rumble on the Rock в Гонолулу встретился с мастером бразильского джиу-джитсу Ройлером Грейси и проиграл ему сдачей, попавшись во втором раунде в «треугольник».
Начиная с 2005 года регулярно принимал участие в турнирах японского промоушена Hero's, где в общей сложности одержал пять побед и потерпел четыре поражения. Дважды участвовал здесь в гран-при средней весовой категории, но оба раза останавливался на стадии четвертьфиналов.
На предновогоднем турнире 31 декабря 2007 года встретился с известным норвежским бойцом Йоакимом Хансеном и проиграл ему сдачей во втором раунде в результате успешно проведённого удушающего приёма сзади.
Начиная с 2008 года сотрудничал с другим крупным промоушеном Японии Dream, участвовал в самом первом турнире организации, проиграв бразильцу Луису Фирмину в рамках стартового этапа гран-при лёгкого веса. Затем выиграл несколько боёв, в том числе победил в резервном бою гран-при полулёгкого веса. В июле 2011 года оспаривал титул чемпиона Dream в полулёгкой весовой категории, но раздельным решением судей уступил действующему чемпиону Хироюки Такая.
На предновогоднем турнире 31 декабря 2011 года сдачей проиграл соотечественнику Тацуе Кавадзири.
В дальнейшем выходил на ринг сравнительно редко, отметился выступлениями на турнирах таких организаций как Deep, Fighting Network Rings, Rizin Fighting Federation.

## Статистика в профессиональном ММА
| Боёв 25  | Побед 16 | Поражений 9 |
| -------- | -------- | ----------- |
| Нокаутом | 1        | 1           |
| Сдачей   | 9        | 6           |
| Решением | 6        | 2           |

| Результат | Рекорд | Соперник           | Способ                     | Турнир                                      | Дата             | Раунд | Время | Место            | Примечание                                         |
| --------- | ------ | ------------------ | -------------------------- | ------------------------------------------- | ---------------- | ----- | ----- | ---------------- | -------------------------------------------------- |
| Победа    | 16-9   | Эрсон Ямамото      | Сдача (захват)             | Rizin 14                                    | 31 декабря 2018  | 2     | 3:23  | Сайтама, Япония  |                                                    |
| Победа    | 15-9   | Энди Сауэр         | Сдача (рычаг локтя)        | Rizin World Grand-Prix 2016: Second Round   | 29 декабря 2016  | 1     | 4:39  | Сайтама, Япония  |                                                    |
| Победа    | 14-9   | Аскар Умбетов      | Сдача (треугольник руками) | Real 1                                      | 23 декабря 2014  | 2     | 1:26  | Токио, Япония    |                                                    |
| Победа    | 13-9   | Ким Джэ Ён         | Сдача (гильотина)          | Deep: Haleo Impact                          | 22 декабря 2012  | 1     | 2:46  | Токио, Япония    |                                                    |
| Победа    | 12-9   | Ержан Эстанов      | Единогласное решение       | RINGS: Vol. 2: Conquisito                   | 23 сентября 2012 | 2     | 5:00  | Токио, Япония    |                                                    |
| Поражение | 11-9   | Тацуя Кавадзири    | Сдача (треугольник руками) | Fight For Japan: Genki Desu Ka Omisoka 2011 | 31 декабря 2011  | 2     | 4:54  | Сайтама, Япония  |                                                    |
| Поражение | 11-8   | Хироюки Такая      | Раздельное решение         | Dream: Japan GP Final                       | 16 июля 2011     | 3     | 5:00  | Токио, Япония    | Бой за титул чемпиона Dream в полулёгком весе.     |
| Победа    | 11-7   | Каол Уно           | Единогласное решение       | Dynamite!! 2010                             | 31 декабря 2010  | 3     | 5:00  | Сайтама, Япония  |                                                    |
| Победа    | 10-7   | Такэси Иноуэ       | Единогласное решение       | Dream 16                                    | 25 сентября 2010 | 2     | 5:00  | Нагоя, Япония    |                                                    |
| Победа    | 9-7    | Такафуми Оцука     | Раздельное решение         | Dream 14                                    | 29 мая 2010      | 3     | 5:00  | Сайтама, Япония  |                                                    |
| Победа    | 8-7    | Даики Хата         | Единогласное решение       | Dream 11                                    | 6 октября 2009   | 2     | 5:00  | Иокогама, Япония | Резервный бой гран-при Dream в полулёгком весе.    |
| Победа    | 7-7    | Такэси Ямадзаки    | Единогласное решение       | Deep: 42 Impact                             | 30 июня 2009     | 3     | 5:00  | Токио, Япония    |                                                    |
| Победа    | 6-7    | Джэ Хён Со         | Сдача (гильотина)          | Deep: 41 Impact                             | 16 апреля 2009   | 1     | 2:31  | Токио, Япония    |                                                    |
| Поражение | 5-7    | Луис Фирмину       | Сдача (удушение сзади)     | Dream 1                                     | 15 марта 2008    | 1     | 7:37  | Токио, Япония    | Стартовый этап гран-при Dream в лёгком весе.       |
| Поражение | 5-6    | Йоаким Хансен      | Сдача (удушение сзади)     | K-1 PREMIUM 2007 Dynamite!!                 | 31 декабря 2007  | 2     | 1:33  | Осака, Япония    |                                                    |
| Победа    | 5-5    | Харви Харра        | Сдача (рычаг локтя)        | Hero's 10                                   | 17 сентября 2007 | 1     | 1:13  | Иокогама, Япония |                                                    |
| Поражение | 4-5    | Витор Рибейру      | Сдача (треугольник руками) | Hero's 9                                    | 16 июля 2007     | 2     | 1:54  | Иокогама, Япония | Четвертьфинал гран-при Hero's 2007 в среднем весе. |
| Победа    | 4-4    | Култар Гилл        | Сдача (гильерме)           | Hero's 8                                    | 12 марта 2007    | 1     | 5:00  | Нагоя, Япония    |                                                    |
| Победа    | 3-4    | Иан Джеймс Шаффа   | TKO (рассечение)           | Hero's 7                                    | 9 октября 2006   | 1     | 0:49  | Иокогама, Япония |                                                    |
| Поражение | 2-4    | Норифуми Ямамото   | KO (летучее колено)        | Hero's 5                                    | 3 мая 2006       | 1     | 0:04  | Токио, Япония    |                                                    |
| Победа    | 2-3    | Эрикас Птрайтис    | Сдача (рычаг локтя)        | Hero's 4                                    | 15 марта 2006    | 1     | 3:59  | Токио, Япония    |                                                    |
| Поражение | 1-3    | Гэнки Судо         | Сдача (рычаг локтя)        | Hero's 3                                    | 7 сентября 2005  | 2     | 4:45  | Токио, Япония    | Четвертьфинал гран-при Hero's 2005 в среднем весе. |
| Победа    | 1-2    | Шамиль Гайдарбеков | Сдача (удушение сзади)     | Hero's 2                                    | 6 июля 2005      | 1     | 2:49  | Токио, Япония    |                                                    |
| Поражение | 0-2    | Иан Джеймс Шаффа   | Раздельное решение         | Hero's 1                                    | 26 марта 2005    | 3     | 5:00  | Сайтама, Япония  |                                                    |
| Поражение | 0-1    | Ройлер Грейси      | Сдача (треугольник)        | Rumble on the Rock                          | 20 ноября 2004   | 2     | 2:46  | Гонолулу, США    |                                                    |